# Fosciandora
Fosciandora és un municipi situat al territori de la província de Lucca, a la regió de la Toscana, (Itàlia).
Fosciandora limita amb els municipis de Barga, Castelnuovo di Garfagnana, Gallicano, Pieve Fosciana i Pievepelago.

## Galeria

Localització de Fosciandora a la prov. de Lucca